# Paul Winter (Historiker)
Paul Winter (* 27. September 1904 in Strážnice (Straßnitz), Mähren; † 9. Oktober 1969 in London) war ein tschechisch-britischer Rechtsanwalt, Lyriker und Theologiehistoriker. Als deutschsprachiger Jude floh er vor der nationalsozialistischen Verfolgung nach London und widmete sich dort der historischen Jesusforschung.

## Leben
Paul Winters Eltern waren der jüdische Kaufmann Moritz F. Winter und dessen Ehefrau Rosa Winter. Nach der Gymnasialzeit in Strážnice inskribierte er im Wintersemester 1923/24 Philosophie und Altphilologie an der Universität Wien, wechselte jedoch im Wintersemester 1925/26 an die Juristische Fakultät der Deutschen Universität Prag. Er bestand die Rechtshistorische Staatsprüfung am 11. Februar 1926, die Judizielle Staatsprüfung am 8. Februar 1930 und die Staatswissenschaftliche Staatsprüfung am 17. Februar 1930. Die Promotion zum Dr. jur. erfolgte am 19. Juni 1931 durch den Prüfer Peterka. Anschließend praktizierte er als Rechtsanwalt in Prag.
Paul Winter war Dichterjurist, der neben seiner Berufstätigkeit Lyrik verfasste, die in Zeitschriften und Anthologien erschienen. 1928 war er Herausgeber einer Sondernummer Jüngste deutsche Dichtung der Prager Zeitschrift Deutsche Hochschulwarte. Im selben Jahr erschienen Gedichte von ihm in Otto Heuscheles Anthologie Junge Deutsche Lyrik im Leipziger Reclam-Verlag. In der Anthologie »Beständig ist das leicht Verletzliche« ist er mit seinem Gedicht Vom Laurenziberg (1928) vertreten.
Nach dem Anschluss der Tschechoslowakei an das Dritte Reich floh Paul Winter über Ungarn und den Balkan nach Palästina, schloss sich dort der Freien Tschechischen Armee an und kämpfte unter britischem Kommando in Nordafrika (1941–1943) und England (1944) und danach in den amerikanischen Streitkräften in Frankreich und Deutschland. 1945 war er als Verbindungsoffizier im deutschen Hauptquartier der United States First Army mit der Betreuung und Repatriierung der befreiten KZ-Häftlinge aus Buchenwald, Ohrdruf und Dora betraut. Im Auftrage der UNRRA arbeitete er für den Internationalen Suchdienst in Arolsen (Hessen), um das Schicksal der Vermissten aufzuklären.
Ab Ende 1947 lebte Paul Winter in London unter beengten Verhältnissen. Seinen Lebensunterhalt bestritt er als Gepäckträger, Krankenhauswärter, Briefsortierer im Postamt, und mit ähnlichen Anstellungen. 1950 erlangte er die britische Staatsbürgerschaft. Für das Jahr 1959 sind von ihm zwei Londoner Postanschriften belegt: anfangs 268 Creighton Ave., East Finchley, London N 2; später 39 Aberdare Gardens, London N. W. 6.

## Spätes Wirken als Theologiehistoriker
In den 1950er-Jahren eignete sich Paul Winter durch Selbststudium in den Londoner Bibliotheken Fachwissen auf dem Bereich der Bibelphilologie an, und seine provokanten Aufsätze in europäischen und amerikanischen Fachzeitschriften verschafften ihm einen Ruf in der neutestamentlichen Wissenschaft. 1961 erschien schließlich seine Monographie On the Trial of Jesus (2. Auflage posthum 1974), die sehr beachtet und mehr als hundertfünfzig mal rezensiert wurde. Im Buch werden die Umstände des Prozesses gegen Jesus – vor dem Hintergrund der im 1. Jahrhundert praktizierten Verfahren und Rechtspraktiken – aufgeklärt, und zwar sowohl nach römischem als auch nach jüdischem Recht. Seine Schlussfolgerung spricht den jüdischen Hohen Rat, den Sanhedrin, von der Schuld am Tode Christi frei: Jesus sei von Römern (wenn auch in Begleitung von Bewaffneten der jüdischen Tempelgarde) festgenommen worden, weil er als Aufrührer gegen römisches Recht verstoßen habe, indem er König der Juden sein wollte. Die Kreuzigung war eine ausschließlich römische Hinrichtungsform, die im jüdischen Recht nicht existierte, auch nicht für Kapitalverbrechen.

## Werke von Paul Winter

### Vier Zeilen von Paul Winter
Aus: Vom Laurenziberg
Um zerbrochene Amoretten,

halb bedeckt von welkem Laub,

bröckeln, bröckeln weich in Staub,

huschen zarte Silhouetten.

### Lyrik
Gedichte von ihm sind nur in Anthologien erhalten geblieben:
- Otto Heuschele (Hrsg.): Junge Deutsche Lyrik. Eine Anthologie, Philipp Reclam jun., Leipzig 1928.
- Wulf Kirsten (Hrsg.): »Beständig ist das leicht Verletzliche« Gedichte in deutscher Sprache von Nietzsche bis Celan Ammann Verlag, Zürich 2010, ISBN 978-3-250-10535-0. Seite 602 f. und 1067 f.

### Monografie
- On the Trial of Jesus. (Studia Judaica; Band 1)
  - 1. Auflage, De Gruyer, Berlin 1961. 216 S. Online-Ausgabe 2014, ISBN 3-11-138663-5.
  - 2. Auflage, revidiert und herausgegeben von Tom Alec Burkill und Géza Vermès. De Gruyer, Berlin/New York 1974, ISBN 3-11-002283-4. XXII + 225 S. Online-Ausgabe 2010, ISBN 3-11-082540-6. DOI

### Aufsätze (Auswahl)
- Luke II 49 and Targum Yerushalmi. Zeitschrift für die neutestamentliche Wissenschaft und die Kunde der Älteren Kirche, vol. 45 1954, S. 145–179.
- Magnificat and Benedictus – Maccabaen Psalms?. Bulletin of the John Rylands Library, vol. 37 1954, S. 328–347.
- The Treatment of his Sources by the Third Evangelist in Luke XXI–XXIV. Studia Theologica, vol. 8 1955, S. 138–172.
- Simeon der Gerechte und Gaius Caligula: Versuch einer Lösung. In: Judaica: Beiträge zum Verstehen des Judentums. Vol. 12 1956 (3) S. 129–132. Zürcher Institut für Interreligiösen Dialog (ZIID).[7]
- The Main Literary Problem of the Lucan Infancy Story. Anglican Theological Review, vol. 40 1958, S. 257–264.
- Marginal Notes on the Trial of Jesus. In: Zeitschrift für die neutestamentliche Wissenschaft und die Kunde der Älteren Kirche, Vol. 50, Jahresband, 1959, De Gruyter, Berlin.
  - Teil 1: S. 14–33 DOI
  - Teil 2: S. 221–251 DOI
- The Marcan account of Jesus’ trial by the Sanhedrin. In: The journal of theological studies, New Series, Vol. XIV, Issue 1, April 1963, S. 94–102. Oxford University Press. Jstor
- The Trial of Jesus and the Competence of the Sanhedrin. In: New Testament studies, Vol. 10, Issue 4, Juli 1964, S. 494–499. Cambridge University Press. DOI

## Weblink
- Eintrag Paul Winter in: Students of the Universities of Prague 1882–1945.